# Kyle O'Quinn
Kyle O'Quinn, né le 26 mars 1990 à New York, est un joueur américain de basket-ball, évoluant au poste de pivot.

## Biographie

### Carrière universitaire
Il passe ses quatre années universitaires à l'université d'État de Norfolk où il joue pour les Spartans.
Durant celles-ci, il est élu meilleur joueur et deux fois meilleur défenseur de la Mid-Eastern Athletic Conference en NCAA.

### Carrière professionnelle

#### Magic d'Orlando (2012-2015)
Le 28 juin 2012, lors de la draft 2012 de la NBA, automatiquement éligible, il est sélectionné à la 49e position par le Magic d'Orlando. Le 9 août 2012, il signe son contrat rookie avec le Magic pour trois ans. Il reçoit le titre du Hustle Player of the Year 2012-2013 pour son engagement constant lors de la chaque match et un peu plus d'impact à chaque rencontre. Il termine la saison avec des moyennes de 4,1 points et 3,7 rebonds en 57 matches.
Avec 1,3 contre par match en 2013-2014, O'Quinn est le meilleur contreur de son équipe et le vingtième de toute la ligue. Il termine la saison avec des moyennes de 6,2 points et 5,3 rebonds par match.
Après s'être blessé à la cheville lors du match d'ouverture de la saison 2014-2015 contre les Pelicans de La Nouvelle-Orléans le 28 octobre 2014, O'Quinn manque quinze matches consécutifs avant de revenir sur les parquets le 16 novembre. Lorsque son coéquipier Nikola Vučević se blesse au dos et manque cinq rencontres entre le 2 et le 12 décembre, O'Quinn est titularisé durant les cinq matches durant lesquels il a des moyennes de 15,4 points et 6,8 rebonds par match.

#### Knicks de New York (2015-2018)
Le 9 juillet 2015, il est transféré chez les Knicks de New York en échange d'une somme d'argent et des droits sur le second tour de draft 2019 des Knicks. Il signe un contrat de quatre ans et 16 millions de dollars avec les Knicks de New York. Le 28 octobre 2015, il fait ses débuts avec les Knicks lors du match d'ouverture de la saison 2015-2016 contre les Bucks de Milwaukee, rencontre qu'il termine avec 8 points et 11 rebonds dans la victoire des siens 122 à 97. Le 24 février 2016, il réalise son meilleur match de la saison en marquant 19 points en étant remplaçant lors de la défaite 108 à 105 chez les Pacers de l'Indiana.
Le 2 décembre 2016, O'Quinn réalise son meilleur match de la saison 2016-2017 avec 20 points et 13 rebonds lors de la victoire 118 à 114 contre les Timberwolves du Minnesota. Le 22 décembre 2016, il marque 14 points et prend 16 rebonds (son record en carrière) lors de la victoire 106 à 95 contre le Magic d'Orlando.

#### Pacers de l'Indiana (2018-2019)
Le 6 juillet 2018, il signe avec les Pacers de l'Indiana pour un an et 4,5 millions de dollars.

#### 76ers de Philadelphie (2019-2020)
Le 2 juillet 2019, il s'engage pour une saison au minimum salarial avec les 76ers de Philadelphie.

#### Fenerbahçe (2021)
En janvier 2021, O'Quinn rejoint le club stambouliote du Fenerbahçe jusqu'à la fin de la saison.

#### Paris Basketball (2021-2022)
Le 2 septembre 2021, il signe un contrat de deux saisons au Paris Basketball tout juste promu en première division.

#### SeaHorses de Mikawa (depuis 2022)
En août 2022, O'Quinn s'engage avec le club japonais des SeaHorses de Mikawa (en).

## Palmarès
- Lou Henson Award (2012)
- MEAC Player of the Year (2012)
- 2× MEAC Defensive Player of the Year (2011, 2012)

## Statistiques
gras = ses meilleures performances

### Universitaires
| Saison    | Équipe        | Matchs | Titul. | Min./m | % Tir | % 3pts | % LF | Rbds/m. | Pass/m. | Int/m. | Ctr/m. | Pts/m. |
| --------- | ------------- | ------ | ------ | ------ | ----- | ------ | ---- | ------- | ------- | ------ | ------ | ------ |
| 2008-2009 | Norfolk State | 32     | 4      | 16,2   | 48,5  | 39,1   | 81,5 | 3,41    | 0,47    | 0,31   | 0,84   | 5,25   |
| 2009-2010 | Norfolk State | 30     | 28     | 28,3   | 54,9  | 23,9   | 52,7 | 8,80    | 0,90    | 0,53   | 1,70   | 11,50  |
| 2010-2011 | Norfolk State | 32     | 31     | 32,8   | 55,6  | 23,8   | 76,2 | 11,09   | 1,00    | 0,56   | 3,44   | 16,44  |
| 2011-2012 | Norfolk State | 36     | 36     | 31,3   | 57,3  | 18,8   | 69,6 | 10,33   | 1,42    | 0,69   | 2,61   | 15,89  |
| Carrière  | Carrière      | 132    | 99     | 27,0   | 55,2  | 26,3   | 68,5 | 8,39    | 0,95    | 0,52   | 2,14   | 12,29  |

### Professionnelles

#### Saison régulière NBA
| Saison    | Équipe       | Matchs | Titul. | Min./m | % Tir | % 3pts | % LF | Rbds/m. | Pass/m. | Int/m. | Ctr/m. | Pts/m. |
| --------- | ------------ | ------ | ------ | ------ | ----- | ------ | ---- | ------- | ------- | ------ | ------ | ------ |
| 2012-2013 | Orlando      | 57     | 5      | 11,2   | 51,3  | 0,0    | 66,7 | 3,67    | 0,91    | 0,19   | 0,46   | 4,07   |
| 2013-2014 | Orlando      | 69     | 19     | 17,2   | 50,1  | 0,0    | 68,7 | 5,28    | 1,13    | 0,57   | 1,28   | 6,22   |
| 2014-2015 | Orlando      | 51     | 17     | 16,2   | 49,2  | 27,9   | 77,2 | 3,90    | 1,16    | 0,61   | 0,76   | 5,76   |
| 2015-2016 | New York     | 65     | 1      | 11,8   | 47,6  | 22,7   | 76,7 | 3,85    | 1,11    | 0,31   | 0,75   | 4,75   |
| 2016-2017 | New York     | 79     | 8      | 15,6   | 52,1  | 11,8   | 77,1 | 5,56    | 1,48    | 0,46   | 1,32   | 6,28   |
| 2017-2018 | New York     | 77     | 10     | 18,0   | 58,3  | 23,5   | 77,2 | 6,10    | 2,05    | 0,47   | 1,27   | 7,14   |
| 2018-2019 | Indiana      | 45     | 3      | 8,2    | 50,7  | 8,3    | 81,0 | 2,64    | 1,24    | 0,20   | 0,56   | 3,47   |
| 2019-2020 | Philadelphie | 29     | 2      | 10,8   | 49,4  | 25,9   | 55,0 | 4,00    | 1,76    | 0,24   | 0,83   | 3,52   |
| Carrière  | Carrière     | 472    | 65     | 14,2   | 51,7  | 21,8   | 74,0 | 4,59    | 1,36    | 0,40   | 0,96   | 5,44   |

Mise à jour le 23 juin 2021

#### Playoffs NBA
| Saison   | Équipe       | Matchs | Titul. | Min./m | % Tir | % 3pts | % LF | Rbds/m. | Pass/m. | Int/m. | Ctr/m. | Pts/m. |
| -------- | ------------ | ------ | ------ | ------ | ----- | ------ | ---- | ------- | ------- | ------ | ------ | ------ |
| 2019     | Indiana      | 1      | 0      | 1,6    | 0,0   | 0,0    | 0,0  | 0,00    | 0,00    | 0,00   | 0,00   | 0,00   |
| 2020     | Philadelphie | 1      | 0      | 5,7    | 0,0   | 0,0    | 0,0  | 1,00    | 1,00    | 0,00   | 0,00   | 0,00   |
| Carrière | Carrière     | 2      | 0      | 3,6    | 0,0   | 0,0    | 0,0  | 0,50    | 0,50    | 0,00   | 0,00   | 0,00   |

Mise à jour le 23 juin 2021

## Records sur une rencontre en NBA
Les records personnels de Kyle O'Quinn en NBA sont les suivants, :
| Type de statistique        | Saison régulière | Saison régulière       | Saison régulière | Playoffs | Playoffs            | Playoffs     |
| Type de statistique        | Record           | Adversaire             | Date             | Record   | Adversaire          | Date         |
| -------------------------- | ---------------- | ---------------------- | ---------------- | -------- | ------------------- | ------------ |
| Points                     | 23               | 2 fois                 | 2 fois           | -        | -                   | -            |
| Paniers marqués            | 11               | @ Bobcats de Charlotte | 27 mars 2013     | -        | -                   | -            |
| Paniers tentés             | 20               | @ Bobcats de Charlotte | 4 avril 2014     | -        | -                   | -            |
| Paniers à 3 points réussis | 2                | 3 fois                 | 3 fois           | -        | -                   | -            |
| Paniers à 3 points tentés  | 4                | 3 fois                 | 3 fois           | -        | -                   | -            |
| Lancers francs réussis     | 9                | Nuggets de Denver      | 30 octobre 2017  | -        | -                   | -            |
| Lancers francs tentés      | 10               | Nuggets de Denver      | 30 octobre 2017  | -        | -                   | -            |
| Rebonds offensifs          | 8                | Bucks de Milwaukee     | 7 avril 2018     | -        | -                   | -            |
| Rebonds défensifs          | 13               | @ Rockets de Houston   | 25 novembre 2017 | 1        | @ Celtics de Boston | 19 août 2020 |
| Rebonds totaux             | 16               | 2 fois                 | 2 fois           | 1        | @ Celtics de Boston | 19 août 2020 |
| Passes décisives           | 11               | Suns de Phoenix        | 11 août 2020     | 1        | @ Celtics de Boston | 19 août 2020 |
| Interceptions              | 5                | 76ers de Philadelphie  | 25 février 2017  | -        | -                   | -            |
| Contres                    | 6                | Pistons de Détroit     | 5 février 2014   | -        | -                   | -            |
| Balles perdues             | 5                | @ Hawks d'Atlanta      | 26 décembre 2015 | -        | -                   | -            |
| Minutes jouées             | 42               | @ Bobcats de Charlotte | 27 mars 2013     | 6        | @ Celtics de Boston | 19 août 2020 |

- Double-double : 25
- Triple-double : 0

Dernière mise à jour : 12 novembre 2020